# Antonio Reeves
Antonio Reeves (Chicago, 20 novembre 2000) è un cestista statunitense, professionista nella NBA con i New Orleans Pelicans.

## Carriera
Dopo aver completato la carriera collegiale giocando per gli Illinois State Redbirds e per i Kentucky Wildcats, viene scelto con la 47ª scelta assoluta al draft NBA 2024 dagli Orlando Magic, venendo poi scambiato ai New Orleans Pelicans.

## Statistiche

### College
| Anno      | Squadra               | PG  | PT  | MP   | TC%  | 3P%  | TL%  | RP  | AP  | PRP | SP  | PP   |
| --------- | --------------------- | --- | --- | ---- | ---- | ---- | ---- | --- | --- | --- | --- | ---- |
| 2019-2020 | Illinois St. Redbirds | 31  | 3   | 22,4 | 38,4 | 31,4 | 65,9 | 2,5 | 0,7 | 0,6 | 0,1 | 7,2  |
| 2020-2021 | Illinois St. Redbirds | 25  | 24  | 29,9 | 42,5 | 30,6 | 76,3 | 3,3 | 1,4 | 0,4 | 0,2 | 12,4 |
| 2021-2022 | Illinois St. Redbirds | 33  | 33  | 34,9 | 46,9 | 39,0 | 81,8 | 3,5 | 1,8 | 1,1 | 0,5 | 20,1 |
| 2022-2023 | Kentucky Wildcats     | 34  | 14  | 27,9 | 41,6 | 39,8 | 78,3 | 2,1 | 1,1 | 0,4 | 0,2 | 14,4 |
| 2023-2024 | Kentucky Wildcats     | 33  | 33  | 31,4 | 51,2 | 44,7 | 86,3 | 4,2 | 1,6 | 0,7 | 0,2 | 20,2 |
| Carriera  | Carriera              | 156 | 107 | 29,3 | 45,2 | 38,4 | 80,1 | 3,1 | 1,3 | 0,6 | 0,2 | 15,1 |

### NBA

#### Regular Season
| Anno      | Squadra       | PG | PT | MP   | TC%  | 3P%  | TL%  | RP  | AP  | PRP | SP  | PP  |
| --------- | ------------- | -- | -- | ---- | ---- | ---- | ---- | --- | --- | --- | --- | --- |
| 2024-2025 | N.O. Pelicans | 44 | 6  | 15,0 | 45,6 | 39,5 | 80,0 | 1,4 | 0,9 | 0,5 | 0,1 | 6,9 |
| Carriera  | Carriera      | 44 | 6  | 15,0 | 45,6 | 39,5 | 80,0 | 1,4 | 0,9 | 0,5 | 0,1 | 6,9 |

### G League
| Anno      | Squadra        | PG | PT | MP   | TC%  | 3P%  | TL%  | RP  | AP  | PRP | SP  | PP   |
| --------- | -------------- | -- | -- | ---- | ---- | ---- | ---- | --- | --- | --- | --- | ---- |
| 2024-2025 | Birm. Squadron | 11 | 11 | 38,5 | 47,0 | 41,6 | 80,0 | 5,8 | 2,2 | 1,4 | 0,5 | 24,9 |
| Carriera  | Carriera       | 11 | 11 | 38,5 | 47,0 | 41,6 | 80,0 | 5,8 | 2,2 | 1,4 | 0,5 | 24,9 |